# Scoliodon laticaudus
El tiburón de cabeza plana (Scoliodon laticaudus) es una especie de tiburón de la familia Carcharhinidae.

## Morfología
Los machos pueden alcanzar los 100 cm de longitud total.

## Distribución geográfica
Se encuentra desde Somalia, Tanzania, Mozambique y Pakistán hasta Java (Indonesia), Japón, China, Taiwán y Australia.